# Lago Toro (Huerquehue)
El lago Toro es un pequeño lago chileno ubicado en el interior del Parque Nacional Huerquehue (Provincia de Cautín, IX Región de la Araucanía), se encuentra en la cima de un cerro del parque a más de 1320 m s. n. m. junto a los lagos Chico y Verde.: 10 
(Este lago no aparece bajo este nombre en el inventario público de lagos de Chile de la Dirección General de Aguas.)

## Ubicación y descripción
Sus aguas son frías, tranquilas y cristalinas. Sus riberas están coronadas por hermosas araucarias milenarias. El acceso para el público es a través de un sendero de unos 7 km que se inicia en la entrada del parque nacional, a orillas del lago Tinquilco y que llega hasta la zona de los tres lagos ya mencionados. Su espejo de agua cubre un área de 27,5 hectáreas y sus márgenes son escarpados, sus riberas fangosas y de difícil acceso por lo cual : 52 

## Hidrología
El Toro acumula sus aguas con los deshielos de las nieves del invierno y desagua finalmente a través del estero La Cascada en el lago Tinquilco.: 52 